# Arnold Drozdowski
Arnold Drozdowski (ur. 31 października 1924 w Wilnie, zm. 10 lipca 2014 w Toruniu) – polski biolog, specjalizujący się w malakognozji i zoologii bezkręgowców 
W 1948 roku ukończył szkołę średnią w Toruniu i podjął studia biologiczne na Uniwersytecie Mikołaja Kopernika. W tym samym czasie (1948-1949) pracował jako nauczyciel w liceum w Solcu Kujawskim. Studia ukończył w 1952 roku, pod kierunkiem Jana Prüffera, po czy został zatrudniony na stanowisku asystenta na UMK. Stopień doktora uzyskał w 1960 roku, tematem jego rozprawy doktorskiej były Badania ilościowe nad fauną ślimaków okolic Płutowa, a promotorem Izabella Mikulska. Stopień doktora habilitowanego uzyskał w  1969 roku, na podstawie rozprawy Studia porównawcze nad morfologią płuc wybranych gatunków ślimaków (Gastropoda pulmonata). Tytuł profesora nauk przyrodniczych otrzymał w 1988 roku. Od 1984 roku pełnił funkcję kierownika Zakładu Zoologii Bezkręgowców, w 1995 roku przeszedł na emeryturę.

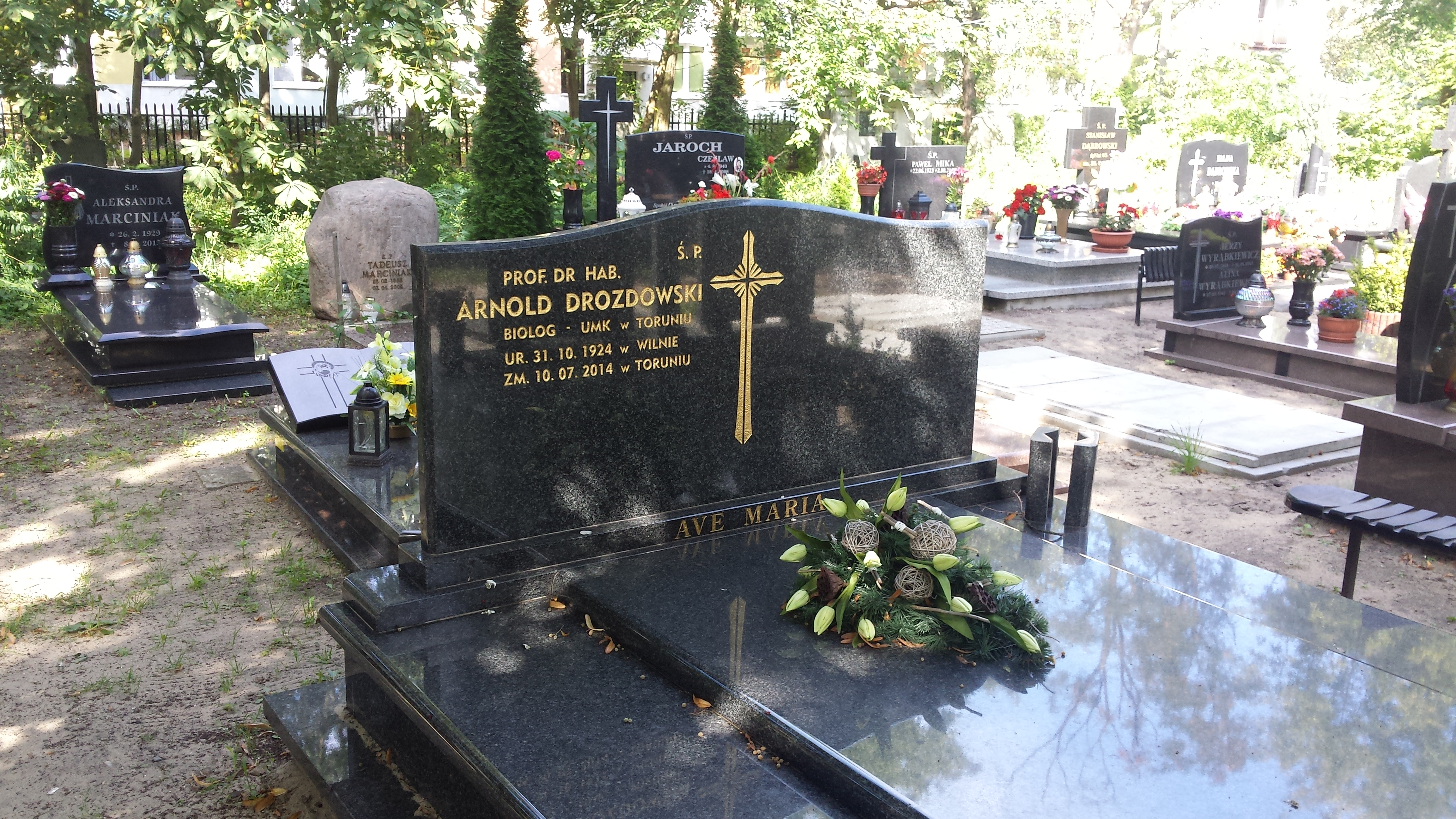
Grób prof. Arnolda Drozdowskiego na cmentarzu św. Jerzego